# 堀米智也
堀米 智也（ほりごめ ともや）は、宮城県仙台市を拠点にタレント活動をしている日本のモデル、構成作家、専門学校講師。東京都江東区出身。
2000年代には仙台SOSモデルエージェンシーに所属していた。退所後、フリーランスでの活動期間を経て、ラ・ディセ所属となる。
過去には上絵師（家紋を専門に描く職人）として活動していた。また、青森テレビの番組に出演していた当時は青森県での活動が主となっていたが、番組シリーズの終了とともに仙台での活動を再開した。

## 出演

### イベント
- サウンドパーク2002 ファッションショー[11]
- 仙台コレクション[2][12]

### スチールモデル
- 学校法人菅原学園 平成15年度用入学案内
- グランパルティいわき
- SATY 東北4県向けチラシ
- 仙台ロイヤルパークホテル
- 東北じゃらん
- せんだいタウン情報
- HONDA 東北6県向け広告
- NTTドコモ東北
- ダイワハウス 東北3県向け広告

### CM
- 東北電力
- HONDA 東北6県向けCM
- 三光不動産
- 新潟日報
- 山形アンジェリーナ
- 羽後ガス
- NTTドコモ東北

### テレビ番組
- OH!バンデス（ミヤギテレビ） - バンデス記者
- The! Kachi-Mori（青森テレビ、2006年 - 2008年）
- COLOR TV（ミヤギテレビ、2007年）
- The! Kachi-Mori セカンドシーズン（青森テレビ、2010年 - 2012年）
- The! Kachi-Mori サードシーズン（青森テレビ、2012年 - 2013年）

### テレビドラマ
- 開局80周年特集ドラマ お米のなみだ（NHK仙台放送局、2008年） - 商社マン 役[13]
- 外科医 鳩村周五郎 6「第2章・血塗られた挑戦状」第2話（フジテレビ、2009年）

### ラジオ番組
- FLICK MOTION（Date fm、2013年4月1日 - ） - 月曜・火曜パーソナリティ
- イリナ・ミュージカル・エクスペリエンス（fmいずみ、2014年8月[14] - ） - MC